# Bulbophyllum schizopetalum
Bulbophyllum schizopetalum är en orkidéart som beskrevs av Louis Otho Otto Williams. Bulbophyllum schizopetalum ingår i släktet Bulbophyllum och familjen orkidéer. Inga underarter finns listade i Catalogue of Life.